# احتياطي البترول الاستراتيجي (الولايات المتحدة)

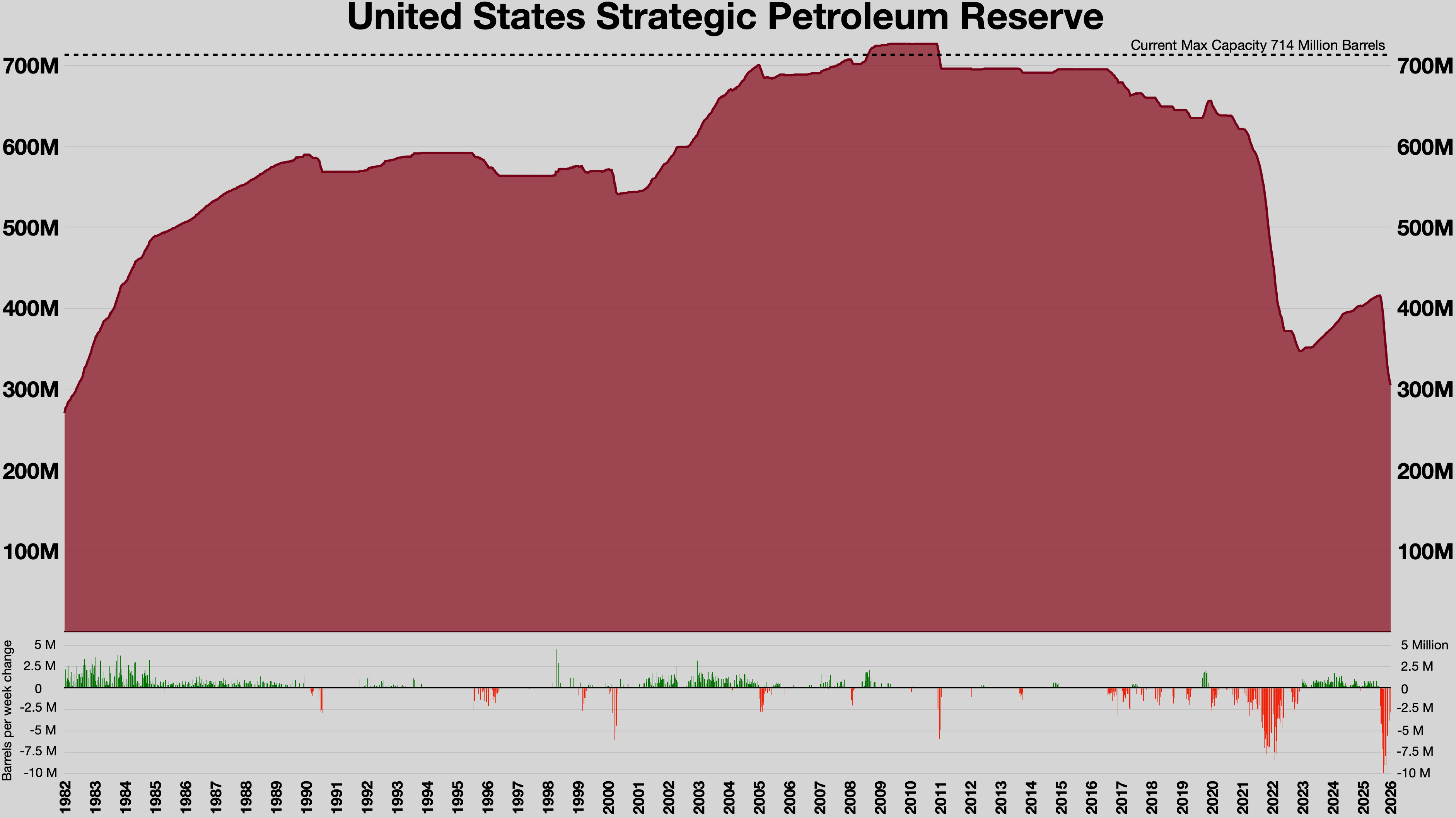
موجودات الاحتياطي البترولي الاستراتيجي منذ 1977 حتى 2020

الاحتياطي البترولي الاستراتيجي (بالإنجليزية: Strategic Petroleum Reserve يختصر (SPR)) هو موارد النفط التي تحتفظ بها الولايات المتحدة ممثلة بـوزارة الطاقة (DOE) لحالات الطوارئ بالنسبة الوقود، وهي أكبر إمدادات الطوارئ في العالم، ولديها خزانات تحت الأرض في لويزيانا وتكساس بطاقة 797 مليون برميل (126,700,000 م3) . بدأت الولايات المتحدة مشروع احتياطي النفط في عام 1975 بعد انقطاع إمدادات النفط خلال الحظر النفطي العربي 1973-1974 ، للتخفيف من آثار تعطل الإمدادات النفطية في المستقبل.
يتم عرض المخزون الحالي على موقع احتياطي البترول الاستراتيجي، واعتبارًا من 17 أبريل 2020، بلغ المخزون 635.0 مليون برميل (100.960.000 م 3)، وهذا يعادل حوالي 34 يومًا من النفط عند مستويات استهلاك الولايات المتحدة اليومية لعام 2013 البالغة 18.49 مليون برميل يوميًا (2,940,000 متر 3 في اليوم) أو 64 يومًا من النفط عند مستويات واردات الولايات المتحدة اليومية لعام 2013 البالغة 9.859 مليون برميل يوميًا (1,567,500 متر مكعب / يوم). ومع ذلك، فإن أقصى قدرة سحب إجمالية من احتياطي البترول الاستراتيجي هي فقط 4.4 مليون برميل يوميًا (700000 متر مكعب / يوم)، لذلك سيستغرق 144 يومًا لاستخدام المخزون بأكمله. عند أسعار السوق الأخيرة (-37 دولارًا للبرميل اعتبارًا من أبريل 2020)، يحتفظ احتياطي البترول الاستراتيجي بأكثر من -9.26 مليار دولار من الخام الحلو وحوالي -20.4 مليار دولار من الخام الحامض (على افتراض خصم 15 دولارًا / للبرميل بسبب محتوى الكبريت). وفي عام 2012، كانت القيمة الإجمالية للخام في احتياطي البترول الاستراتيجي حوالي 43.5 مليار دولار، في حين أن السعر المدفوع للنفط كان 20.1 مليار دولار (في المتوسط 28.42 دولار للبرميل).
| - - الاحتياطي تابع للحكومة الأمريكية ويخزن فيه النفط بشكله الخام، والهدف الأساسي من هذا الاحتياطي يكمن في توفير احتياطي من النفط للولايات المتحدة في حال وقوع أي خلل بتزويد أمريكا بالنفط المباع تجارياً. - - يتم تخزين النفط الخام في كهوف ملحية تقع تحت مجمع حكومي في ولايتي تكساس وقبالة ساحل خليج لويزيانا، وتعد تشكيلات الملح إحدى أفضل الطرق للاحتفاظ بالنفط الخام بشكل يحافظ على البيئة. - - ويمكن للمخزون الاحتياطي أن تتسع لحوالي 727 مليون برميل نفط، وكان يحوي 490 مليون برميلا عام 1985 وهي كمية كانت تكفي أمريكا لمدة 118 يوماً، أما الآن فإن الخزينة تحوي 696 مليون برميل نفط خام، ويمكنها أن تستبدل كمية النفط المستورد لحوالي 94 يوماً. - - يمكن للنفط الخام أن يصل الأسواق بعد 13 يوم من موافقة الرئيس الأمريكي على استخدامه، ولكن لا يطبق هذا إلا في حالات ثلاث: قلة في كمية النفط لدرجة "حرجة"، أو انخفاض قليل بمعدل النفط المستورد والذي يمكنه أن يؤدي إلى أزمة كبيرة بالمستقبل، أو تجربة بيع النفط أو تبديله بشرط ألا تتعدى الكمية في هذه الحالة خمسة ملايين برميل. - - أسس هذا المخزون الاحيتاطي في 22 ديسمبر/كانون أول عام 1975 في فترة رئاسة جيرالد فورد بعد توقيعه على قانون "Energy Policy and Conservation Act" الذي أتى بعد حظر النفط العربي (صدمة النفط) الذي امتد في الفترة بين 1973-1974 وأدى إلى تدهور في الاقتصاد الأمريكي. - -21 يوليو/تموز عام 1977 وصول أول شحنة نفط إلى الخزينة قادمة من المملكة العربية السعودية. - - 16 يناير/كانون ثاني عام 1991 الرئيس جورج بوش الأب يأمر بسحب أول كمية من النفط الخام للطوارئ. - - سبتمبر/أيلول عام 2000 الرئيس الأمريكي بيل كلينتون يوافق على سحب 30 مليون برميل من الخزينة لخفض أسعار النفط والغاز في البلاد. - - 19 مايو/أيار عام 2008، الرئيس جورج بوش الابن يوقف إيصال دفع النفط الاحتياطي إلى الخزينة لمدة ستة أشهر، أملاً في تخفيض أسعار النفط. - - 23 يونيو/حزيران عام 2011، وزارة الطاقة الأمريكية تعلن إطلاق 30 مليون برميل في السوق لسد العجز بعد اضطراب الاستيراد من ليبيا. |
| --- |

## مرافق

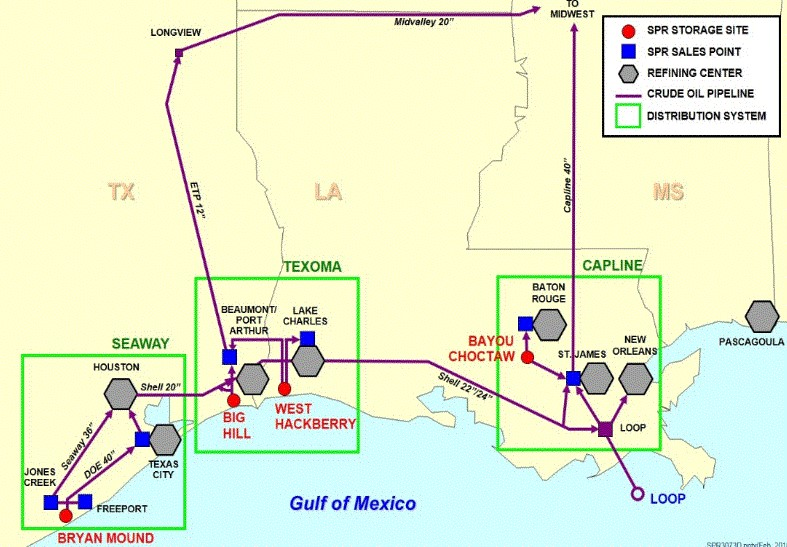
احتياطيات البترول الاستراتيجية ، الولايات المتحدة ، 2018.

يقع مكتب إدارة الاحتياطي النفطي في إلموود، لويزيانا، إحدى ضواحي نيو أورلينز.
يتم تخزين الاحتياطي النفطي في أربعة مواقع على خليج المكسيك، ويقع كل منها بالقرب من مركز رئيسي لتكرير ومعالجة البتروكيماويات، ويحتوي كل موقع على عدد من الكهوف الاصطناعية التي تم إنشاؤها في قباب ملحية تحت السطح.
يمكن أن تصل الكهوف الفردية داخل الموقع إلى 1,000 م (3,300 قدم) تحت السطح، بمتوسط أبعاد 60 م (200 قدم) وبعمق 600 م (2,000 قدم) ، وتتراوح سعتها من 6 إلى 37 مليون برميل، وقد تم إنفاق ما يقرب من 4 مليارات دولار على المرافق. تم اتخاذ قرار التخزين في الكهوف من أجل خفض التكاليف؛ تدعي وزارة الطاقة أن تخزين الزيت تحت السطح أرخص 10 مرات تقريبًا مع المزايا الإضافية لعدم وجود تسربات ومزيج طبيعي ثابت من الزيت بسبب تدرج درجة الحرارة في الكهوف، وقد تم إنشاء الكهوف عن طريق الحفر ثم تذويب الملح بالماء.

### الموجودات
- بريان موند: فريبورت، تكساس. 20 كهف بسعة تخزين 254 مليون برميل (40,400,000 م3) وبطاقة سحب 1.5 مليون برميل (240,000 م3) في اليوم الواحد.[7][8]
- بيج هيل: ويني، تكساس. بطاقة تخزين 160 مليون برميل (25,000,000 م3) وبطاقة سحب 1.1 مليون برميل (170,000 م3) في اليوم الواحد.
- West Hackberry: بحيرة تشارلز، لويزيانا، تبلغ طاقتها التخزينية 227 مليون برميل (36,100,000 م3) وبطاقة سحب تبلغ 1.3 مليون برميل (210,000 م3) في اليوم الواحد.
- بايو شوكتو: باتون روج، لويزيانا. تبلغ طاقتها التخزينية 76 مليون برميل (12,100,000 م3) وبحد أقصى للسحب 550,000 برميل (87,000 م3) في اليوم الواحد.

### مقترح
- ريتشتون، ميسيسيبي: هذه المنشأة، إذا تم بناؤها كما هو مخطط لها، ستبلغ طاقتها التخزينية 160 مليون برميل (25,000,000 م3) وبطاقة سحب قدرها 1 مليون برميل (160,000 م3) في اليوم الواحد.[8] وقد أعلن وزير الطاقة السابق صموئيل بودمان عن إنشاء هذا الموقع في فبراير 2007.[9] ولكن بداية من عام 2008 كان هذا المشروع يواجه بعض المعارضة.[10] ووفقًا لوزارة الطاقة: «أن الأنشطة الهادفة لزيادة احتياطي البترول الاستراتيجي إلى مليار برميل (وفقًا لتوجيهات الكونجرس في قانون 2005)، تم إلغائها في 2011 بعد أن ألغى الكونجرس جميع أموال التوسع المتبقية».[11]

### خارج عن الخدمة
- جزيرة ويكس: مقاطعة إيبيريا، لويزيانا (خرج من الخدمة 1999): بطاقة تخزينية 72 مليون برميل (11,400,000 م3) ، كان هذا المرفق عبارة عن غرفة تقليدية ومنجم ملح قريب من السطح، مملوك سابقًا لملح مورتون، وفي عام 1993، تشكلت بالوعة في الموقع، مما سمح للمياه العذبة بالدخول للمنجم وبسبب بناء المنجم في رواسب الملح، ستؤدي المياه العذبة إلى تآكل السقف، مما قد يتسبب في فشل المنشأة. لحل المشكلة تم ردم المنجم بمحلول أجاج مشبع بالملح. هذه العملية سمحت باستعادة 98٪ من النفط المخزن في المنشأة، وقللت من خطر المزيد من تسرب المياه العذبة، وساعدت في منع تسرب النفط المتبقي إلى طبقات المياه الجوفيو الموجودة فوق القبة المالحة.

## التاريخ

### خلفية
يتم تحديد الوصول إلى الاحتياطي من خلال الشروط المكتوبة في قانون سياسة الطاقة والحفاظ عليها (EPCA) لعام 1975، في المقام الأول لمواجهة انقطاع شديد في الإمدادات النفطية، الحد الأقصى لمعدل السحب من خلال القيود المادية، هو 4.4 مليون برميل لكل يوم (700,000 م3/ي) . ويمكن أن يبدأ النفط في دخول السوق بعد 13 يومًا من الأمر الرئاسي، تقول وزارة الطاقة أن لديها حوالي 59 يومًا من الحماية من انقاطع الاستيراد باستعمال المخزون الاحتياطي الاستراتيجي. وبعد جمع هذه المخزونات إلى جانب مخزون القطاع الخاص، يكون لدى الولايات المتحدة نفط يكفيها تقريبا 115 يومًا بلا إستيراد.
تم إنشاء الاحتياطي النفطي الإستراتيجي بعد أزمة الطاقة عام 1973 ، فقد وضعت وكالة حماية البيئة في 22 ديسمبر 1975 من سياسة الولايات المتحدة إنشاء احتياطي يصل إلى مليار برميل (159 مليون متر مكعب) من النفط، لذا تم شراء عدد من مواقع التخزين الموجودة فعليا في عام 1977، ثم بدأ بناء المرافق السطحية الأولى في يونيو 1977، وفي 21 يوليو 1977، بدأ الاحتياطي النفطي الاستراتيجي الأمريكي بتسلم أول كميات نفط - حوالي 412,000 برميل (65,500 م3) تم تسليمها من الخام السعودي الخفيف إلى الاحتياطي النفطي الاستراتيجي.
وقد تم تعليق تعبئة المخزون في السنة المالية 1995 لتخصيص موارد الميزانية لتجديد معدات الاحتياطي النفطي الاستراتيجي وإطالة عمر المُجمع، تم استئناف التعبئة في عام 1999. ومن المتوقع أن تكون مواقع الاحتياطي الحالية قابلة للاستخدام حتى عام 2025 تقريبًا.

### النضوب والتعليق
في 13 نوفمبر 2001، وبعد وقت قصير من أحداث 11 سبتمبر، أعلن الرئيس جورج دبليو بوش أنه سيتم ملء احتياطي النفط الاستراتيجي، قائلاً: "إن احتياطي البترول الاستراتيجي عنصر مهم في أمن الطاقة لأمتنا. لتحقيق أقصى قدر من الحماية على المدى الطويل ضد انقطاع إمدادات النفط، أقوم بتوجيه وزير الطاقة لملء احتياطي البترول الاستراتيجي ليصل إلى 700 مليون برميل (110,000,000 م3) وهي إجمالي السعة المتاحه. "  وصل الاحتياطي إلى أعلى مستوى سابق في عام 1994 بـ 592 مليون برميل (94,100,000 م3) ، اما في وقت توجيه الرئيس بوش، احتوى الاحتياطي على حوالي 545 مليون برميل (86,600,000 م3) ، ومنذ التوجيهات في عام 2001، زادت السعة بمقدار 27 مليون برميل (4,300,000 م3) بسبب التوسيع الطبيعي لكهوف الملح التي يتم تخزين الاحتياطيات فيها، وقد وجه قانون سياسة الطاقة لعام 2005 منذ ذلك الحين وزير الطاقة لملء احتياطي البترول الاستراتيجي إلى كامل السعة وهي 1 بليون برميل (160,000,000 م3) ، وهي عملية تتطلب توسعة لمنشآت الاحتياطي.
في 17 أغسطس 2005، وصل احتياطي البترول الاستراتيجي إلى هدفه وهو 700 مليون برميل (110,000,000 م3) ، أو حوالي 96٪ من السعة الكلية وهي 727 مليون برميل (115,600,000 م3) ، ما يقرب من 60 ٪ من النفط الخام في الاحتياطي هو الصنف الأقل طلبا \\(بسبب محتواه العالي من الكبريت)، النفط الذي يتم تسليمه إلى الاحتياطي هو النفط «العائد على حقوق الملكية (royalty-in-kind)» - الإتاوات المستحقة للحكومة الأمريكية من قبل المشغلين الذين يمتلكون عقود إيجار على الجرف القاري الخارجي المملوك فيدراليا في خليج المكسيك، كان يتم جمع هذه الإتاوات في السابق نقدًا، ولكن في عام 1998 بدأت الحكومة في اختبار فعالية جمع الإتاوات «عينيًا» - أو بعبارة أخرى، الحصول على النفط الخام نفسه وتخزينة، وتم اعتماد هذه الآلية عند بدء إعادة تعبئة احتياطي البترول الاستراتيجي، وبمجرد الانتهاء من التعبئة، سيتم دفع عائدات بيع الإتاوات المستقبلية إلى وزارة الخزانة.
في 25 أبريل 2006، أعلن الرئيس بوش وقفًا مؤقتًا لتعبئة النفط إلى الاحتياطي كجزء من برنامج من أربع نقاط للتخفيف من ارتفاع أسعار الوقود.  
في 23 يناير 2007، اقترح الرئيس بوش في خطابه عن حالة الاتحاد أن يوافق الكونجرس على توسيع القدرة الاحتياطية الحالية إلى ضعف مستواها الحالي.
في 16 مايو 2008، قالت وزارة الطاقة الأمريكية (DOE) أنها ستوقف جميع التوريدات إلى الاحتياطي البترولي الاستراتيجي في وقت ما في يوليو، وجاء هذا الإعلان بعد أيام من تصويت الكونجرس على توجيه إدارة بوش للقيام بنفس الشيء.
وفي 2 يناير 2009، وبعد انخفاض حاد في أسعار الوقود، قالت وزارة الطاقة إنها ستبدأ في شراء ما يقرب من 12,000,000 برميل (1,900,000 م3) من النفط الخام لملء احتياطي البترول الاستراتيجي، وتجديد الإمدادات التي تم بيعها بعد إعصاري كاترينا وريتا في 2005. وسيتم تمويل عملية الشراء من خلال ما يقرب من 600 مليون دولار تم تلقيها من مبيعات الطوارئ تلك الفترة.
في 9 سبتمبر 2011، تم نشر (إشعار إلغاء) في السجل الفيدرالي الأمريكي بعد أن ألغى الكونغرس تمويل توسيع الاحتياطي الاستراتيجي للبترول، وذلك عكس مبادرة توسيع الاحتياطي الموجه سابقًا بموجب قانون سياسة الطاقة لعام 2005.
في 20 أكتوبر 2014، أوصى تقرير صادر عن مكتب محاسبة الحكومة الأمريكية (GAO) بتقليل حجم الاحتياطي من البترول، ووفقًا للتقرير، فإن كمية النفط المحتفظ بها احتياطيًا تتجاوز الكمية المطلوب الاحتفاظ بها في متناول اليد نظرًا لإنخفاض الحاجة إلى النفط الخام المستورد في السنوات الأخيرة، وقال التقرير إن وزارة الطاقة وافقت على توصية مكتب محاسبة الحكومة.
في 19 مارس 2020، وجه الرئيس ترامب وزارة الطاقة لملء احتياطي البترول الاستراتيجي إلى أقصى سعة، وقد تم إصدار هذا التوجيه للمساعدة في دعم منتجي النفط المحليين بالنظر إلى الانهيار الاقتصادي الوشيك من كوفيد-19 والانخفاضات الشديدة في أسواق النفط الدولية.

### المبيعات الطارئة لإسرائيل
وفقًا لاتفاقية سيناء المؤقتة لعام 1975 التي وقعتها الولايات المتحدة وإسرائيل، كشرط مسبق لإنسحاب إسرائيل من شبه جزيرة سيناء واحتياطيات النفط المرتبطة بها لتعود إلى مصر، اضطرت الولايات المتحدة في حالة الطوارئ إلى إتاحة النفط للبيع لإسرائيل لمدة خمس سنوات. على الرغم من أن إسرائيل لم تطلب هذا الاتفاق قط، لكن تم تمديد الاتفاقية في 1979 و 1994 و 2004، ومؤخرا في عام 2015 لمدة عشر سنوات.

### الالتزامات الدولية
كعضو في وكالة الطاقة الدولية (IEA)، يجب على الولايات المتحدة تخزين كمية من النفط تعادل 90 يومًا على الأقل من واردات الولايات المتحدة، احتوى الاحتياطي البترولي الاستراتيجي على ما يعادل 141 يومًا من الواردات اعتبارًا من سبتمبر 2016، والولايات المتحدة ملزمة أيضًا بالمساهمة بنسبة 43.9٪ من النفط في أي تحرير نفطي منسق لوكالة الطاقة الدولية.

## محددات
احتياطي البترول الاستراتيجي هو في الأساس احتياطي نفط خام، وليس مخزونًا من الوقود البترولي المكرر مثل البنزين والديزل والكيروسين، وعلى الرغم من أن الولايات المتحدة تحتفظ ببعض المعروض الإضافي من البترول المكرر، على سبيل المثال، احتياطي نورثويست لزيت التدفئة المنزلي واحتياطي نورثويست لواردات البنزين تحت رعاية وزارة الطاقة (DOE) ، فإن الحكومة لا تحتفظ باحتياطيات البنزين بمثل مستوى احتياطي البترول الاستراتيجي، ويهدف احتياطي البترول الاستراتيجي إلى توفير الحماية للولايات المتحدة من انقطاع إمدادات النفط المستقبلية، في حالة حدوث خلل كبير في عمليات المصافي، سيتعين على الولايات المتحدة الاستعانة بأعضاء وكالة الطاقة الدولية لتخزين المنتجات المكررة الخاصة بها، واستخدام قدرات التكرير خارج الولايات المتحدة القارية للإغاثة.
كانت هناك اقتراحات بأن وزارة الطاقة يجب عليها أن تزيد من مخزونها من البنزين ووقود الطائرات. ويوجد بعض البلدان والمناطق لديها احتياطي استراتيجي من كل من النفط والمنتجات النفطية، وفي بعض الحالات يشمل ذلك احتياطيًا استراتيجيًا من وقود الطائرات.
قال وزير الطاقة الأمريكي السابق صموئيل بودمان أن الوزارة ستدرس إنشاء مرافق جديدة للمنتجات المكررة كجزء من التوسع من مليار إلى 1.5 مليار برميل . [بحاجة لمصدر]

## عمليات السحب

### مبيعات البترول
- 1985: بيع تجريبي - 1.1 مليون برميل (170,000 م3)
- 1990-1991: بيع خلال حرب الخليج الثانية - 21 مليون برميل (3,300,000 م3)
  - 4 مليون برميل (640,000 م3) في أغسطس 1990 بيع اختبار
  - 17 مليون برميل (2,700,000 م3) في يناير 1991 جراء أمر سحب رئاسي
- 1996-1997: 28 مليون برميل (4,500,000 م3) مبيعات غير طارئة للحد من العجز
- يوليو - أغسطس 2000: 2.8 مليون برميل (450,000 م3) لإمداد احتياطي زيت التدفئة شمال شرق المنزل .
- سبتمبر - أكتوبر 2000: 30 مليون برميل (4,800,000 م3) استجابة لمخاوف بشأن انخفاض مستويات نواتج التقطير في شمال شرق الولايات المتحدة
- بيع إعصار كاترينا عام 2005: 11 مليون برميل (1,700,000 م3) أغلق إعصار كاترينا 95٪ من إنتاج الخام و 88٪ من إنتاج الغاز الطبيعي في خليج المكسيك، وقد بلغ هذا ربع إجمالي الإنتاج الأمريكي، وتم إجلاء نحو 735 منصة للنفط والغاز الطبيعي بسبب الإعصار.
- بيع الربيع العربي 2011: 30 مليون برميل (4,800,000 م3) - بيع غير طارئ لتعويض الاضطرابات الناجمة عن الاضطرابات السياسية في ليبيا وأماكن أخرى في الشرق الأوسط، ويقابل هذه الكمية كمية أخرى من دول وكالة الطاقة الدولية، ليكون المجموع 60 مليون برميل (9,500,000 م3) صادرة من المخزونات حول العالم.[22]
- في ديسمبر 2016، أعلنت وزارة الطاقة أنها ستبدأ بيع 190 مليون برميل (30,000,000 م3) في يناير 2017.[19]

### القروض البترولية
ملاحظة: يتم تقديم القروض على أساس كل حالة على حدة للتخفيف من انقطاع الإمدادات، وبمجرد عودة الظروف إلى طبيعتها، يتم إرجاع القرض النفطي إلى الاحتياطي البترولي الاستراتيجي مع نفط إضافي كفائدة.
- أبريل - مايو 1996: 900,000 برميل (140,000 م3) تم إقراضها لشركة ARCO للتخفيف من انسداد خط الأنابيب.
- أغسطس 1998: 11 مليون برميل (1,700,000 م3) أقرضت لـشركة بيميكس مقابل أن يسدد القرض بـ 8.5 مليون برميل (1,350,000 م3) من الخام عالي الجودة.
- يونيو 2000: 1 مليون برميل (160,000 م3) قدمت إلى Citgo و Conoco استجابة لحجب قناة الشحن.
- أكتوبر 2002: 296,000 برميل (47,100 م3) قدمت لشركة شل للأنابيب بسبب إعصار ليلي .
- سبتمبر - أكتوبر 2004: 5.4 مليون برميل (860,000 م3) تم إقراضها لشركة Astra Oil وكونوكو فيلبس و Placid Refining وشركة شل للنفط و Premcor بعد إعصار إيفان.
- سبتمبر - أكتوبر 2005: 9.8 مليون برميل (1,560,000 م3) تم إقراضها لشركة إكسون موبيل و Placid Refining و Valero وبي بي وماراثون للزيت وتوتال بعد إعصار كاترينا، ثم تستأنف مشتريات النفط الخام في يناير 2009 باستخدام الإيرادات المتاحة من البيع الطارئ لإعصار كاترينا عام 2005، اشترت وزارة الطاقة 10.7 مليون برميل (1,700,000 م3) بتكلفة 553 مليون دولار.[23]
- يناير-فبراير 2006: 767,000 برميل (121,900 م3) أقرضت لتوتال للبتروكيماويات فرع الولايات المتحدة الأمريكية بسبب إغلاق ممر سابين-نيشيس المائي إلى السفن العميقة بعد حادث بارج في القناة.[24]
- يونيو 2006: 750,000 برميل (119,000 م3) من الخام الحامض الذي تم إقراضه لشركة كونوكو فيلبس و Citgo بسبب إغلاق قناة Calcasieu للسفن لعدة أيام بسبب وجود مزيج من مياه العواصف والزيت، تم سدادها في أوائل أكتوبر 2006.
- سبتمبر 2008: 630,000 برميل (100,000 م3) تم إقراضها لـ Citgo و Placid Refining وماراثون للزيت بسبب الاضطرابات الناجمة عن إعصار غوستاف.[25]
- أغسطس 2017: تم إقراض 200,000 برميل من الخام الحلو و 300,000 برميل من الخام الحامض إلى Phillips 66 بسبب الاضطرابات الناجمة عن إعصار هارفي.[26]

## روابط خارجية
- الاحتياطي النفطي الاستراتيجي ، وزارة الطاقة الأمريكية (الموقع الرسمي)
- الاحتياطي الاستراتيجي للبترول: حقائق سريعة وأسئلة شائعة ، وزارة الطاقة الأمريكية